# (30833) 1990 VM4
(30833) 1990 VM4 est un astéroïde de la ceinture principale d'astéroïdes découvert en 1990.

## Description
(30833) 1990 VM4 a été découvert le 15 novembre 1990 à l'observatoire de La Silla, au Chili, par Eric Walter Elst.

### Caractéristiques orbitales
L'orbite de cet astéroïde est caractérisée par un demi-grand axe de 2,38 ua, un périhélie de 2,12 ua, une excentricité de 0,11 et une inclinaison de 6,70° par rapport à l'écliptique. Du fait de ces caractéristiques, à savoir un demi-grand axe compris entre 2 et 3,2 ua et un périhélie supérieur à 1,666 ua, il est classé, selon la JPL Small-Body Database, comme objet de la ceinture principale d'astéroïdes.

### Caractéristiques physiques
(30833) 1990 VM4 a une magnitude absolue (H) de 15,4 et un albédo estimé à 0,262.